# 大牛欄
大牛欄，又稱大牛稠，是臺灣桃園市新屋區的一個傳統地域名稱，位於該區西北部。相較於今日行政區，其範圍大致包括永興里、下埔里。

## 名稱
當地海陸腔客語稱為大牛欄。台語則稱大牛牢，一般寫作同音之大牛稠或大牛椆。

## 歷史
台灣清治末期至日治初期，大牛欄地區為一街庄，稱為「大牛欄庄」，隸屬於竹北二堡。該庄西北臨台灣海峽，東北隔新屋溪與茄苳坑庄為界，東南邊北側較大段與石牌嶺庄為界，南側一小段與下田心仔庄為界，西南邊崁頭厝庄。
1901年（日治明治三十四年）11月，全台廢縣廳改設二十廳，該庄隸屬於桃仔園廳。1903年（明治三十六年），改名桃園廳。1909年（明治四十二年）10月，合併二十廳為十二廳，該庄隸屬不變。1920年（大正九年），廢十二廳改設五州二廳，該庄改制為「大牛欄」大字，隸屬於新竹州中壢郡新屋庄，大字下有「大牛欄」、「後湖」、「下埔頂」小字名。
戰後新屋庄改制為新屋鄉，隸屬於新竹縣，大字亦改制為村。1950年桃、竹、苗分治，新屋鄉改隸屬於桃園縣。2014年12月，桃園縣升格為直轄桃園市，新屋鄉改制為新屋區，村亦改制為里。

## 聚落
本地區發展較早的聚落有大牛欄（今永興）、後湖、下埔頂、葉厝等，在日治期初期的官方地圖上已有記載。此外，本地區尚有下厝、頂大欄、北湖、中北湖、下北湖、曾厝等聚落。

## 交通
省道台15線（文化路三段）是關渡至香山的傳統北台灣西部海岸平面幹道，大致以東北—西南走向轉縱向經過大牛欄地區中部偏東地帶。由該道路向東北可前往觀音、大園、八里等地，向南轉南南西可前往崁頭厝、紅毛港、樹林子（坑子口地區北部）、貓兒錠、舊港等地，其中樹林子至貓兒錠南端鳳山溪橋路段與省道台61線（西部濱海快速公路）共線。
省道台61線又稱「西部濱海快速公路」，是八里至安南的快速公路，大致以東北—西南走向轉北北東—南南西走向經過本地區西部近海岸地帶。本地區路段快速公路主線（高架）已於2017年12月5日通車，並設有兩側平面車道。向東北可前往大潭後進入主線北上路段，向南南西(需通行平面側車道)可前往崁頭厝、紅毛港、坑子口、貓兒錠後，主線與兩側車道止於鳳山溪橋南岸，並以省道台15線作為代用道路至香山區浸水橋始續接快速公路主線。
區道桃93線（東興路二段）是大欄海邊至甲頭屋的道路，也是本地區中北部主要的橫向道路，其西北側端點位於本地區海邊下北湖聚落西側海岸道路路口。由此向東南連過省道台61線、台15線後出境，可前往石牌嶺、員笨、甲頭屋並止於市道114號路口。
區道桃96線是崁頭厝至下庄子的道路，也是本地區中南部的主要「ㄏ」字型道路，其東側端點位於本地區南部凸出部分東北角余厝與下庄子間的區道桃91號路口。由此向西北至大牛欄聚落後轉南南西再轉南可往崁頭厝地區永安聚落的市道114號路口。
區道桃95線（永平路）是北湖至下庄子的道路，其北側端點位於本地區東部邊界地帶北湖國小旁的區道桃93線路口。由此向西南先沿邊界而行，其後進入境內一段路後再出邊界，轉向南後止於崁頭厝地區下庄子西側的市道114號路口。
區道桃91線是觀新橋至大莊埔的道路，大致以北北東—南南西走向經過本地區南部凸出部分的東側邊界地帶。由該道咯向北北東可前往石牌嶺地區東北部界河新屋溪上的觀新橋，向南南西可前往黃屋、下槺榔、大坡地區的大莊埔並止於區道桃104線路口。

## 語言
當地有台語偏漳腔的大牛稠方言島。